# Ula elegans
Ula (Ula) elegans là một loài ruồi trong họ Pediciidae. Chúng phân bố ở vùng sinh thái Nearctic.